# Leonard Martin
Leonard Martin (24 de novembro de 1901 – 25 de dezembro de 1967) foi um velejador britânico, campeão olímpico. Ele competiu nos Jogos Olímpicos de Verão de 1936 na classe 6 Metre e conquistou a medalha de ouro a bordo do Lalage com Christopher Boardman, Miles Bellville, Charles Leaf e Russell Harmer. Durante a Primeira Guerra Mundial, ele serviu na Royal Naval Volunteer Reserve de 1917 a 1919.